# Campeonato Europeo de Natación de 1989
El XIX Campeonato Europeo de Natación se celebró en Bonn (RFA) entre el 12 y el 20 de agosto de 1989 bajo la organización de la Liga Europea de Natación (LEN) y la Federación Alemana de Natación.

## Resultados de natación

### Masculino
| Evento                   | Oro                                    | Plata                             | Bronce                                    |
| ------------------------ | -------------------------------------- | --------------------------------- | ----------------------------------------- |
| 50 m libre               | Vladimir Tkachenko URSS 22,64          | Evgeni Kotriaga URSS 22,67        | Nils Rudolph RDA 22,76                    |
| 100 m libre              | Giorgio Lamberti · Italia · 49,24      | Yuri Bashkatov URSS 50,13         | Raimundas Mažuolis URSS 50,15             |
| 200 m libre              | Giorgio Lamberti · Italia · 1:46,69    | Artur Wojdat · Polonia · 1:47,96  | Anders Holmertz · Suecia · 1:48,06        |
| 400 m libre              | Artur Wojdat · Polonia · 3:47,78       | Stefan Pfeiffer RFA 3:48,68       | Mariusz Podkościelny · Polonia · 3:49,29  |
| 1500 m libre             | Jörg Hoffmann RDA 15:01,52             | Stefan Pfeiffer RFA 15:01,93      | Mariusz Podkościelny · Polonia · 15:19,29 |
| 100 m espalda            | Martín López Zubero · España · 56,44   | Sergei Zabolotnov URSS 56,45      | Dirk Richter RDA 56,52                    |
| 200 m espalda            | Stefano Battistelli · Italia · 1:59,96 | Vladimir Selkov URSS 2:00,02      | Tino Weber RDA 2:00,54                    |
| 100 m braza              | Adrian Moorhouse Reino Unido 1:01,71   | Dmitri Volkov URSS 1:01,94        | Nick Gillingham Reino Unido 1:02,12       |
| 200 m braza              | Nick Gillingham Reino Unido 2:12,90    | Gary O'Toole Irlanda 2:15,73      | Jozef Szabo · Hungría · 2:16,05           |
| 100 m mariposa           | Rafał Szukała · Polonia · 54,47        | Bruno Gutzeit Francia 54,50       | Martin Herrmann RFA 54,54                 |
| 200 m mariposa           | Tamás Darnyi · Hungría · 1:58,87       | Rafał Szukała · Polonia · 2:00,62 | Matjaž Koželj Yugoslavia 2:00,73          |
| 200 m cuatro estilos     | Tamás Darnyi · Hungría · 2:01,03       | Raik Hannemann RDA 2:03,07        | Josef Hladký RFA 2:03,21                  |
| 400 m cuatro estilos     | Tamás Darnyi · Hungría · 4:15,25       | Patrick Kühl RDA 4:16,08          | Stefano Battistelli · Italia · 4:19,13    |
| 4 X 100 m libre          | RFA 3:19,68                            | Francia 3:19,73                   | Suecia · 3:19,76                          |
| 4 X 200 m libre          | Italia · 7:15,39                       | RFA 7:17,38                       | RDA 7:17,79                               |
| 4 X 100 m cuatro estilos | URSS 3:41,44                           | Francia 3:43,09                   | Italia · 3:43,14                          |

### Femenino
| Evento                   | Oro                               | Plata                                   | Bronce                                 |
| ------------------------ | --------------------------------- | --------------------------------------- | -------------------------------------- |
| 50 m libre               | Catherine Plewinski Francia 25,63 | Daniela Hunger RDA 25,64                | Katrin Meißner RDA 25,87               |
| 100 m libre              | Katrin Meißner RDA 55,39          | Manuela Stellmach RDA 55,40             | Marianne Muis · Países Bajos · 55,61   |
| 200 m libre              | Manuela Stellmach RDA 1:58,93     | Marianne Muis · Países Bajos · 1:59,96  | Mette Jacobsen Dinamarca 2:00,35       |
| 400 m libre              | Anke Möhring RDA 4:05,84          | Heike Friedrich RDA 4:10,14             | Manuela Melchiorri · Italia · 4:10,89  |
| 800 m libre              | Anke Möhring RDA 8:23,99          | Astrid Strauß RDA 8:28,24               | Irene Dalby · Noruega · 8:28,59        |
| 100 m espalda            | Kristin Otto RDA 1:01,86          | Krisztina Egerszegi · Hungría · 1:02,44 | Anja Elchhorst RDA 1:03,10             |
| 200 m espalda            | Dagmar Hase RDA 2:12,46           | Krisztina Egerszegi · Hungría · 2:12,61 | Kristin Otto RDA 2:14,49               |
| 100 m braza              | Susanne Börnicke RDA 1:09,55      | Tania Dangalakova Bulgaria 1:09,65      | Manuela Dalla Valle · Italia · 1:10,39 |
| 200 m braza              | Susanne Börnicke RDA 2:27,77      | Brigitte Becue · Bélgica · 2:29,94      | Elena Volkova URSS 2:29,95             |
| 100 m mariposa           | Catherine Plewinski Francia 59,08 | Jacqueline Jacob RDA 1:00,42            | Kathleen Nord RDA 1:00,81              |
| 200 m mariposa           | Kathleen Nord RDA 2:09,33         | Jacqueline Jacob RDA 2:10,94            | Mette Jacobsen Dinamarca 2:12,63       |
| 200 m cuatro estilos     | Daniela Hunger RDA 2:13,26        | Marianne Muis · Países Bajos · 2:15,8/5 | Mildred Muis · Países Bajos · 2:17,23  |
| 400 m cuatro estilos     | Daniela Hunger RDA 4:41,82        | Krisztina Egerszegi · Hungría · 4:44,75 | Grit Müller RDA 4:46,06                |
| 4 X 100 m libre          | RDA 3:42,46                       | Países Bajos · 3:43,66                  | RFA 3:46,15                            |
| 4 X 200 m libre          | RDA 7:58,54                       | Países Bajos · 8:08,00                  | Italia · 8:10,49                       |
| 4 X 100 m cuatro estilos | RDA 4:07,40                       | Italia · 4:10,78                        | Países Bajos · 4:11,53                 |

### Medallero
| Núm. | País         | Oro | Plata | Bronce | Total |
| ---- | ------------ | --- | ----- | ------ | ----- |
| 1    | RDA          | 15  | 8     | 9      | 32    |
| 2    | Italia       | 4   | 1     | 5      | 10    |
| 3    | Hungría      | 3   | 3     | 1      | 7     |
| 4    | URSS         | 2   | 5     | 2      | 9     |
| 5    | Francia      | 2   | 3     | 0      | 5     |
| 6    | Polonia      | 2   | 2     | 2      | 6     |
| 7    | Reino Unido  | 2   | 0     | 1      | 3     |
| 8    | RFA          | 1   | 3     | 3      | 7     |
| 9    | España       | 1   | 0     | 0      | 1     |
| 10   | Países Bajos | 0   | 4     | 3      | 7     |
| 11   | Bélgica      | 0   | 1     | 0      | 1     |
| 11   | Bulgaria     | 0   | 1     | 0      | 1     |
| 11   | Irlanda      | 0   | 1     | 0      | 1     |
| 14   | Dinamarca    | 0   | 0     | 2      | 2     |
| 14   | Suecia       | 0   | 0     | 2      | 2     |
| 16   | Noruega      | 0   | 0     | 1      | 1     |
| 16   | Yugoslavia   | 0   | 0     | 1      | 1     |
|      | TOTAL        | 32  | 32    | 32     | 96    |

## Resultados de saltos

### Masculino
| Evento          | Oro                                          | Plata                             | Bronce                               |
| --------------- | -------------------------------------------- | --------------------------------- | ------------------------------------ |
| Trampolín 1 m   | Edwin Jongejans · Países Bajos · 394.08 pts. | Valeri Statsenko URSS 378,24 pts. | Alexandr Gladchenko URSS 363,24 pts. |
| Trampolín 3 m   | Albin Killat RFA 672,75                      | Alexandr Gladchenko URSS 666,42   | Jan Hempel RDA 663,84                |
| Plataforma 10 m | Georgi Chogovadze URSS 639,69                | Jan Hempel RDA 578,43             | Vladimir Timoshinin URSS 572,40      |

### Femenino
| Evento          | Oro                           | Plata                        | Bronce                          |
| --------------- | ----------------------------- | ---------------------------- | ------------------------------- |
| Trampolín 1 m   | Irina Lashko URSS 278,46 pts. | Brita Baldus RDA 267,24 pts. | Marina Babkova URSS 216.00 pts. |
| Trampolín 3 m   | Marina Babkova URSS 514,23    | Brita Baldus RDA 510,72      | Svetlana Alexeyeva URSS 486.09  |
| Plataforma 10 m | Ute Wetzig RDA 403,35         | Inga Afonina URSS 400,83     | Jana Eichler RDA 395,55         |

### Medallero
| Núm. | País         | Oro | Plata | Bronce | Total |
| ---- | ------------ | --- | ----- | ------ | ----- |
| 1    | URSS         | 3   | 3     | 4      | 10    |
| 2    | RDA          | 1   | 3     | 2      | 6     |
| 3    | RFA          | 1   | 0     | 0      | 1     |
| 3    | Países Bajos | 1   | 0     | 0      | 1     |
|      | TOTAL        | 6   | 6     | 6      | 18    |

## Resultados de natación sincronizada
| Evento | Oro | Plata | Bronce |
| ------ | --- | --- | --- |
| Solo   | Kristina Falasinidi URSS 184,560 pts. | Karine Schuler Francia 182,870 pts. | Karin Singer · Suiza · 181,830 pts. |
| Dúo    | Marianne Aeschbacher Karine Schuler Francia 182,502                                                                                                  | Mariya Chernyaev Yelena Frocheskaya URSS 179,970 | Edith Boss · Karin Singer · Suiza · 179,652 |
| Equipo | Marianne Aeschbacher Marie-Ange Bruckert Anne Capron Céline Lévêque Myriam Lignot Anne-Caroline Mathieu Gaelle Quelin Karine Schuler Francia 180,365 | Vera Artemova Mariya Chernyaev Yelena Dolzhenko Kristina Falasinidi Yelena Frocheskaya Yekaterina Lavrik Gana Maksimova Olga Pilipchuk URSS 179,945 | Edith Boss · Caroline Imoberdorf · Daniela Jordi · Christine Lippuner · Simone Lippuner · Claudia Muralt · Claudia Peczinka · Karin Singer · Suiza · 174.080 |

### Medallero
| Núm. | País    | Oro | Plata | Bronce | Total |
| ---- | ------- | --- | ----- | ------ | ----- |
| 1    | Francia | 2   | 1     | 0      | 3     |
| 2    | URSS    | 1   | 2     | 0      | 3     |
| 3    | Suiza   | 0   | 0     | 3      | 3     |
|      | TOTAL   | 3   | 3     | 3      | 9     |

## Resultados de waterpolo
| Evento    | Oro          | Plata      | Bronce  |
| --------- | ------------ | ---------- | ------- |
| Masculino | RFA          | Yugoslavia | Italia  |
| Femenino  | Países Bajos | Hungría    | Francia |

## Medallero total
| Núm. | País         | Oro | Plata | Bronce | Total |
| ---- | ------------ | --- | ----- | ------ | ----- |
| 1    | RDA          | 16  | 11    | 11     | 38    |
| 2    | URSS         | 6   | 10    | 6      | 22    |
| 3    | Francia      | 4   | 4     | 1      | 9     |
| 4    | Italia       | 4   | 1     | 6      | 11    |
| 5    | Hungría      | 3   | 4     | 1      | 8     |
| 6    | RFA          | 3   | 3     | 3      | 9     |
| 7    | Países Bajos | 2   | 4     | 3      | 9     |
| 8    | Polonia      | 2   | 2     | 2      | 6     |
| 9    | Reino Unido  | 2   | 0     | 1      | 3     |
| 10   | España       | 1   | 0     | 0      | 1     |
| 11   | Yugoslavia   | 0   | 1     | 1      | 2     |
| 12   | Bélgica      | 0   | 1     | 0      | 1     |
| 12   | Bulgaria     | 0   | 1     | 0      | 1     |
| 12   | Irlanda      | 0   | 1     | 0      | 1     |
| 15   | Suiza        | 0   | 0     | 3      | 3     |
| 16   | Dinamarca    | 0   | 0     | 2      | 2     |
| 16   | Suecia       | 0   | 0     | 2      | 2     |
| 18   | Noruega      | 0   | 0     | 1      | 1     |
|      | TOTAL        | 43  | 43    | 43     | 129   |